# OTO/Ansaldo 320/44
Il cannone da 320 mm/44 è un'arma di costruzione italiana ottenuta dalla ritubazione del cannone da 305/46 Mod. 1909 che costituiva l'armamento principale delle navi da battaglia Dante Alighieri e quelle delle classi Cavour e Duilio, costruite all'inizio della prima guerra mondiale o negli anni immediatamente precedenti. Il ricalibramento dei cannoni, consentito dal largo margine di resistenza dell'arma originale, permise di dotare le unità di armi più potenti del 30% dei cannoni originali; i nuovi impianti, inoltre, ebbero la manovra elettrica in sostituzione di quella idraulica originale. I cannoni avevano l'anima sostituibile a freddo, che a causa dell'elevato consumo andava sostituita ogni 200 colpi. Altro inconveniente era la notevole dispersione di tiro , superiore ai cannoni originali, dovuta sia al peggior rendimento termodinamico dell'arma che ai proiettili. La cadenza di fuoco era di due colpi al minuto. I cannoni originali di costruzione EOC furono ricalibrati dall'Ansaldo di Genova, mentre quelli di costruzione Vickers dalla OTO di La Spezia.

## 320 mm/44 Modello 1934
Nel corso degli anni trenta con la decisione da parte della Regia Marina di ricostruire le navi da battaglia della classe Cavour fu decisa anche la modifica dei cannoni originali. Il progetto di modifica dei cannoni delle Cavour è del 1934 e le navi, la cui ricostruzione fu avviata nel 1933, rientrarono in servizio nel 1937.
L'armamento principale delle Cavour era costituito da tredici cannoni da 305/46mm ripartiti in cinque torri di cui tre trinate, disposte una a poppa, una a prua ed una a centro nave, e due binate sopraelevate rispetto alle due torri di poppa e di prua.
Nei lavori di ricostruzione fu eliminata la torre a centronave e si effettuò la ritubazione delle altre torri. L'elevazione passò da 20° a 27° gradi e la gittata massima da 24 000 a 28 600 metri; le torri binate pesavano 539 tonnellate, e quelle trinate 733 tonnellate, con una velocità di brandeggio di 5° gradi al secondo; tali miglioramenti furono in parte annullati poiché alla maggior gittata corrispose una minore precisione del tiro.
| Le artiglierie del Giulio Cesare | Le artiglierie del Cavour a Punta Stilo |

Il cannone è stato in uso nella Marina Sovietica dal 1949 al 1955, periodo nel quale i sovietici, in seguito al trattato di pace ebbero in servizio nella loro marina militare con il nome di Novorossijsk l'ex corazzata italiana Giulio Cesare.

## 320 mm/44 Modello 1936
Con la decisione di ricostruire anche le navi da battaglia della Classe Duilio si decise anche qui di ricalibrare l'armamento principale e il progetto originale del 1934 fu rielaborato nel 1936, con alcune modifiche che ne migliorarono leggermente le prestazioni; l'elevazione da 27° raggiunse 30° e la gittata fu aumentata di circa 800 metri rispetto al modello del 1934.
La ricostruzione delle Duilio fu effettuata tra il 1937 e il 1940 e le l'armamento principale delle due unità della classe che, come quello delle Cavour, era costituito da tredici cannoni da 305/46mm ripartiti in cinque torri di cui tre trinate, disposte una a poppa, una a prua ed una a cento nave, fu riconfigurato come sulle Cavour con eliminazione della torre centrale e la ritubazione delle altre torri.
| I cannoni prodieri dell'Andrea Doria | Le artiglierie del Duilio |

Al termine della seconda guerra mondiale le due unità operarono nella Marina Militare Italiana fino al 1956; con il loro disarmo anche il cannone andò definitivamente in pensione.